# Bataille de Changsha (1942)
Pour les articles homonymes, voir Bataille de Changsha.
Guerre sino-japonaise (1937-1945)
Batailles
Seconde Guerre mondiale : batailles de la Guerre sino-japonaise
- Incident du pont Marco-Polo
- Shanghai
- Taiyuan
- Xinkou
- Pingxingguan
- Taierzhuang
- Xuzhou
- Nankin
  - bataille
  - massacre
- lac Khassan
- Wuhan
- Nanchang
- Khalkhin Gol
- Suixian-Zaoyang
- Changsha (1re)
- Guangxi
- Henan
- Zaoyang-Yichang
- Cent Régiments
- Shanggao
- Sud-Shanxi
- Changsha (2e)
- Pacification du Mandchoukouo
- Changsha (3e)
- Hubei
- Changde
- Ichi-Go
- Changsha (4e)
- Guilin-Liuzhou
- Reconquête chinoise

Guerre du Pacifique
Front d'Europe de l'ouest
Front d'Europe de l'est
Campagnes d'Afrique, du Moyen-Orient et de Méditerranée
Bataille de l'Atlantique
Théâtre américain
La troisième bataille de Changsha a eu lieu entre la fin 1941 et le début 1942. Elle opposa l'Armée impériale et la Marine impériale japonaise à l'Armée nationale révolutionnaire chinoise et à la guérilla des communistes chinois, dans la province du Hunan.

## Déroulement de la bataille
Ayant déjà échoué à deux reprises à prendre la ville, les Japonais entamèrent une nouvelle offensive sur Changsha, afin de mettre un terme à la résistance chinoise dans le Hunan. Cette attaque représentait leur première offensive majeure sur le territoire chinois depuis l'attaque de Pearl Harbor,  le déclenchement officiel de la guerre du Pacifique et l'entrée de la Chine au sein des Alliés. L'offensive avait pour but initial d'empêcher les forces chinoises de prêter main-forte aux Britanniques, alors  attaqués par le Japon à Hong Kong. Malgré la chute de Hong Kong, l'offensive fut maintenue, afin de porter un coup décisif au gouvernement chinois du Kuomintang. 
Cent-vingt mille hommes, sous le commandement du général Yuiki Anami, devaient être lancés à l’attaque pour prendre la ville clé de Changsha, puis descendre la vallée de la rivière Xiang et enlever le nœud ferroviaire vital situé au nord-est de Lingling, perçant la ligne défensive formée par la Xiang et le lac Dongting. Les forces japonaises disposaient d’une artillerie abondante, de blindés et d’une totale maîtrise de l’air. En face, la 9e Zone de Guerre de l’armée de la République de Chine, commandée par le général Xue Yue, alignait trois cent mille hommes, en comptant des réserves qui ne furent pas engagées, dont la 200e division, une unité d'infanterie mécanisée équipé d'engins blindés soviétiques, italiens et allemands anciens et disparates, mais efficaces contre les chars japonais.

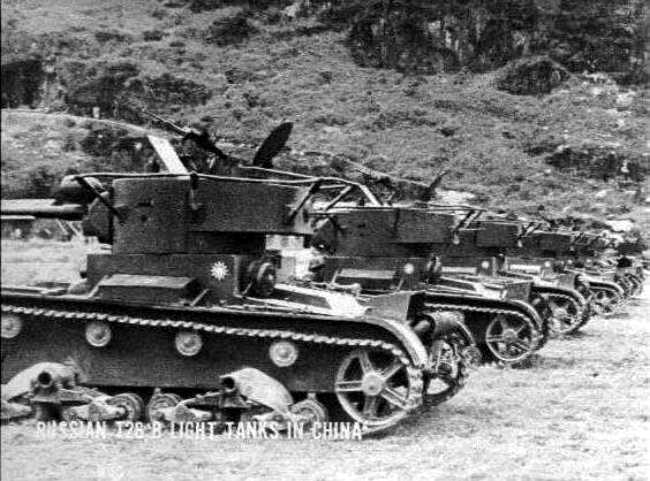
Quelques-uns des 82 T-26 modèle 1933 livrés par l'URSS en 1938. Ils furent mis en service par la de l'ANR.

Les troupes japonaises traversèrent le fleuve Miluo le 27 décembre, mais durent affronter de fortes poches de résistance chinoises durant leur avance sur la ville. Les troupes chinoises firent évacuer Changsha par les civils, et organisèrent la défense des murs de la ville : les Japonais ne parvinrent pas à entamer la défense mise en place par l'armée chinoise, malgré des bombardements sur la partie nord de Changsha. Les troupes de l'Armée impériale abandonnèrent finalement, et entamèrent une retraite en sens inverse, subissant de nouveau des attaques de la guérilla communiste chinoise alors qu'ils traversaient le fleuve.

## Conséquences
La victoire chinoise eut pour effet de renforcer le prestige du régime de Tchang Kaï-Chek au sein des alliés, l'engagement représentant son premier succès depuis que la guerre sino-japonaise faisait officiellement partie de la Seconde Guerre mondiale.
Ce n'est qu'en 1944, dans le cadre de l'Opération Ichi-Go, que les Japonais parvinrent enfin à prendre Changsha.